# Eucratoscelus constrictus
Eucratoscelus constrictus är en spindelart som först beskrevs av Carl Eduard Adolph Gerstäcker 1873.  Eucratoscelus constrictus ingår i släktet Eucratoscelus och familjen fågelspindlar. Inga underarter finns listade i Catalogue of Life.